# André Kuipers
André Kuipers (kœʏpərs ɑndreɪ; nacido el 5 de octubre de 1958) es un médico neerlandés y astronauta de la ESA. Se convirtió en el segundo ciudadano astronauta neerlandés, tercero de origen neerlandés y quinto astronauta hablante [cita requerida] neerlandés sobre el lanzamiento de la Soyuz TMA-4, el 19 de abril de 2004. Kuipers volvió a la Tierra a bordo de la Soyuz TMA-3 11 días más tarde.
Kuipers es el primer astronauta neerlandés en volver al espacio. El 5 de agosto de 2009, el ministro de Economía Neerlandés Maria van der Hoeven, anunció Kuipers fue seleccionado como astronauta para las expediciones 30 y 31 a la Estación Espacial Internacional (ISS). Fue lanzado al espacio el 21 de diciembre de 2011 y volvió a la Tierra el 1 de julio de 2012.

## Vida personal y educación
André Kuipers, nació el 5 de octubre de 1958 en Ámsterdam, en los Países Bajos. Se graduó de la escuela secundaria de Ámsterdam en 1977, y recibió un título en medicina en la Universidad de Ámsterdam en 1987. Está casado y tiene tres hijas y un hijo.
Al ser entrevistado sobre su juventud, Kuipers declaró que soñaba con ser un astronauta desde que era un adolescente.  Sus sueños se hicieron realidad cuando fue seleccionado para el Cuerpo europeo de Astronautas en 1998.

## Experiencia de vuelo espacial
Kuipers ha volado dos misiones espaciales: en primer lugar la misión DELTA en 2004. En mayo de 2009, se desempeñó como miembro de la tripulación de respaldo del astronauta de Bélgica Frank de Winne, que más tarde se convirtió en el comandante de la Expedición 21, durante la última parte de su misión de seis meses. El 21 de diciembre de 2011, Kuipers fue lanzado para su segundo vuelo espacial PromISSe en la Expedición 30 y la Expedición 31. Regresó a la Tierra el 1 de julio de 2012.

### Misión DELTA

#### Lanzamiento y acoplamiento
Uso la Soyuz TMA-4, montado encima de un cohete Soyuz-FG, Kuipers y sus compañeros cosmonautas Guennadi Pádalka (Rusia) y Michael Fincke (EE. UU.) se lanzaron hacia la ISS en la madrugada del 19 de abril de 2004. La nave espacial perfectamente acopló a la ISS dos días después.

#### Experimentos
Como parte de la misión DELTA, Kuipers realizó 21 experimentos en órbita de una amplia gama de temas: fisiología, biología, microbiología, medicina, desarrollo tecnológico, física y observación de la tierra. Tal vez el más conocido experimento involucrado en el crecimiento de las plantas:  las semillas en el espacio . Kuipers cooperó con los niños de primaria en los Países Bajos para comparar los resultados de crecimiento de la planta desde la órbita con los de la Tierra.

#### Aterrizaje

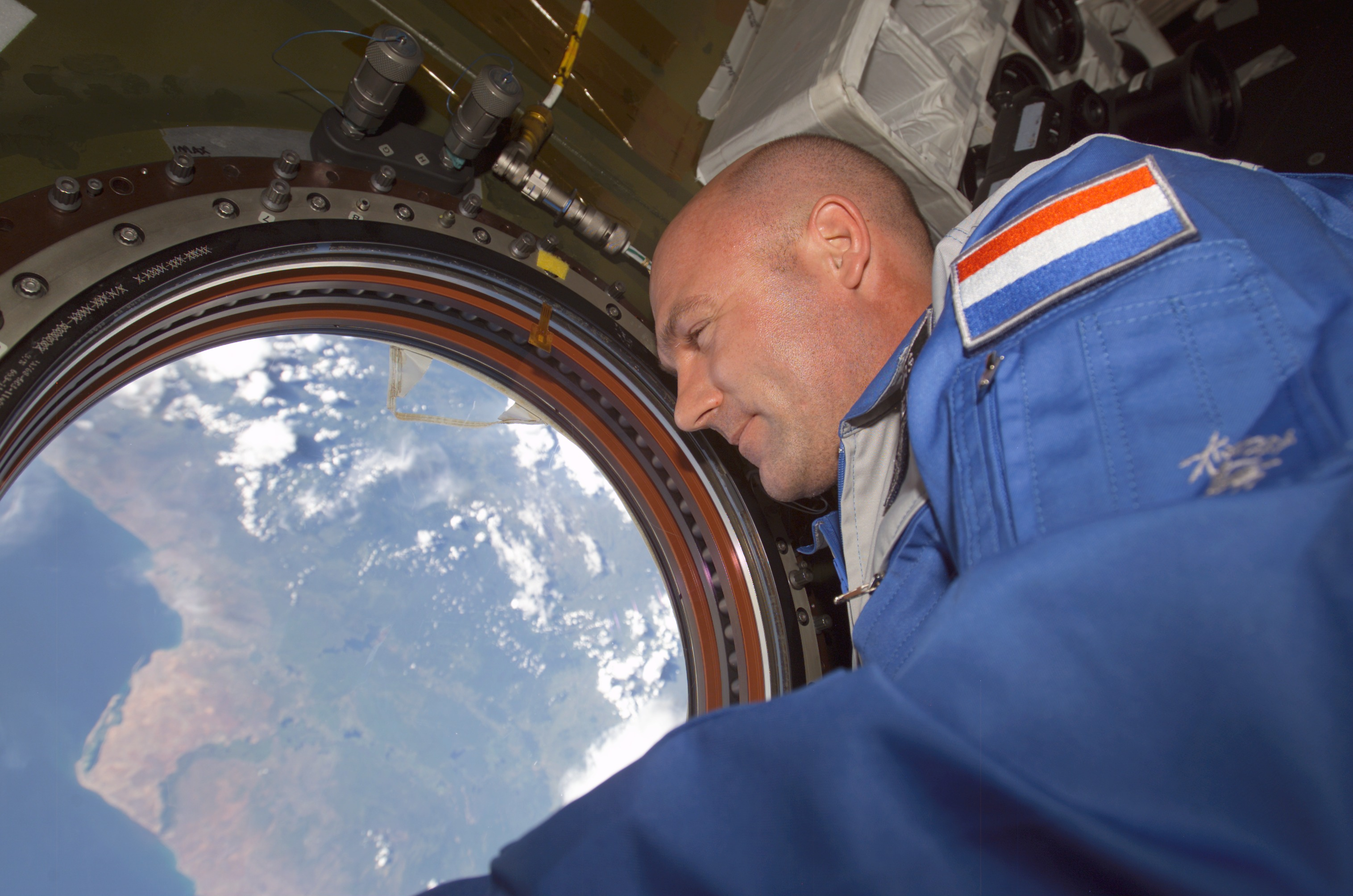
André Kuipers looking at Earth through a window of the International Space Station

Pádalka y Fincke permanecieron a bordo de la ISS durante seis meses, con la tripulación de la Expedición 9.
Kuipers volvió a la Tierra casi once días después de su lanzamiento el 30 de abril, junto con miembros de la tripulación de la ISS dejando Aleksandr Kaleri (Rusia) y Michael Foale (EE. UU.), que de ese modo terminó sus seis meses permaneciendo a bordo de la ISS.

### Expedición 30/31
El 26 de noviembre de 2008, el ministro holandés de Asuntos Económicos Maria van der Hoeven empujado por un segundo, la misión de seis meses para Kuipers en 2011. En el mismo discurso, dijo que apoyaría el proyecto de la ISS con un extra de unos "pocos " millones de euros.
Después de una llamada con el director general de la AEE Jean-Jacques Dordain el 4 de agosto de 2009, Maria van der Hoeven confirmó el 5 de agosto que Kuipers estaría haciendo un segundo vuelo espacial, a partir de diciembre de 2011. Kuipers fue el primer astronauta de ser seleccionados para las Expediciones 30 y 31 a la ISS. Kuipers se lanzó el 21 de diciembre de 2011 en la Soyuz TMA-03M  y regresó el 1 de julio de 2012. Él y sus dos compañeros de tripulación llegaron a la estación el 23 de diciembre.

## Honours
- Oficial de la Orden de Orange-Nassau (17 de mayo de 2004, Neerlandés)[11]
- Caballero de la Orden del León Neerlandés (15 de octubre de 2012, Neerlandés)[12]
- Ciudadano de honor de Haarlemmermeer (15 de octubre de 2012, Neerlandés)[12]
- Receptor de la Orden de la Amistad (3 de julio de 2013, Federación Rusa)[13]
- Rey de armas  en la inauguración del rey Guillermo Alejandro de los Países Bajos, 2013